# Malin Christin
Malin Christin Johansson, mer känd som Malin Christin, född 16 maj 1992 i Borås, är en svensk sångerska och låtskrivare samt syster till sångerskan Wiktoria. Hon debuterade år 2020 när hon och Myra Granberg släppte sin duettlåt "Salt i såren", och har som låtskrivare hunnit arbeta med både svenska och internationella artister med fokus både inom Europa, USA och Asien. Hon var även en av låtskrivarna till den maltesiska sångerskan Destinys bidrag "Je me casse" i Eurovision Song Contest 2021 i Rotterdam. 
Malin Christin deltog år 2022 i den 62:a upplagan av Melodifestivalen med låten "Synd om dig" som hon har skrivit tillsammans med Jonathan Lavotha och Oliver Heinänen. Där deltog hon i den fjärde och sista deltävlingen som sändes från Friends Arena den 26 februari och hamnade på en sjundeplats, vilket gjorde att hon blev utröstad och misslyckades med att både ta sig till finalen och till semifinalen (före detta Andra chansen).